# عرسة جرابية
العرسة الجرابية (الاسم العلمي: Phascogale) هي جنس من الثدييات تتبع فصيلة الدصيوريات من رتبة دصيوريات الشكل.

## أنواع العرسة الجرابية
- عرسة جرابية كثيفة الذيل
- عرسة جرابية حمراء الذيل